# おしゃべりなFriends
おしゃべりなFriends（おしゃべりな ふれんず）は、2000年4月から2001年3月までMXテレビで月曜-木曜の11:00-12:00に放送されていたバラエティ番組。
番組名の略称は「おしゃフレ」。

## 概要
テレビ番組でありながら、ラジオ局のスタジオセットでラジオ番組のテイストを取り入れた構成で、男女２人のトークの合間に、視聴者のメールやFAXを読んだり、ミュージック・ビデオをかけるという番組内容。毎日抽選で1名に3000円が贈られた。

## 出演者

### 男性
- 斉藤リョーツ

### 女性
- 月曜：高橋里華
- 火曜：K-CO（VOX-IV）
- 水曜：山川牧
- 木曜：森川美穂（途中二ヶ月間の産休期間中は佳苗が出演）

## コーナー
- みみフレ - 女性出演者のフリートーク
- 逆電タイム - 毎日一人にメールを読む代わりに電話をかけて、直接本人からエピソードを聴く。電話出演すると、番組特製携帯ストラップが贈られる。
- TOKYOインフォメーション - 前期は番組の一つのコーナーで、斉藤リョーツが東京都の情報を伝えていたが、後期ではコーナーが独立した一つのミニ番組となり、おしゃべりなFriendsに内包される形で放送された。
- 噂の通販最前線 - ミニ通販番組、健康器具などを紹介。

## テーマソング
- オープニングテーマ

VOX-IV「Down Witchu」
- エンディングテーマ

the Indigo「きれいな時間」